# Apostasy (groupe)
Pour les articles homonymes, voir Apostasy.
Apostasy est un groupe suédois de black metal symphonique, originaire de Kramfors.

## Biographie
Le line-up origine de 2000 (à ne pas confondre avec le groupe norvégien homonyme) se compose de Håkan Björklund et Mathias Edin originaires de Kramfors. Ils recrutent le frère de Mattias, Fredric Edin, au chant et à la basse, et Lars Engström à la guitare. Le groupe s'appelle à cette période Marchosias.
En janvier 2002, le groupe enregistre une première démo intitulée Demo 2002, au Studio Underground à Västerås. Plus tard en 2002, Andreas Edin (basse) et Dennis Bobzien (clavier) se joignent au groupe, peu après le départ de Engström. Le groupe trouve Henrik Johansson comme remplaçant. En novembre 2002, le groupe enregistre une nouvelle démo de trois chansons intitulées Infernal Majesty, Beneath The Lies of Prophecy et The Beauty of Death, qui apparaitront sur le premier album studio du groupe. Au début de 2003, ils signent un contrat avec Black Mark Records. Peu avant la publication de leur premier album, Andreas Edin quitte le groupe et est remplacé par Leif Högberg. Le premier album studio du groupe s'intitule Cell 666, qui est enregistré en été 2003.
En 2005, Apostasy publie son deuxième album, Devilution. Le 9 mars 2006, le guitariste Henrik Johanssen après s'être fait poignardé dans le cœur par sa compagne de 19 ans dans son appartement de Kramfors,. Le groupe recrute finalement Ludvig Johansson et David Ekevärn, en remplacement de Johan Edlund qui quitte le groupe, Patrik se joint à la basse. En 2009, un troisième album est annoncé par Frederic qu'il annonce plus brutal et technique. Leur chanson Sulphur Injection fait partie de la bande son du jeu vidéo Brütal Legend (2009).
En 2010, Thomas Ohlsson (Project Hate) prend le rôle de batteur et Ludvig Johansson quittant le groupe pour explorer un autre univers musical, est remplacé par Peter Huss à la guitare. Plus tard la même année, Apostasy signe avec le label suédois Rambo Music. Leur troisième album, Nuclear Messiah, est prévu pour le 27 avril 2011, puis reporté au 24 août 2011.

## Membres

### Membres actuels
- Fredric Edin - chant
- Mathias Edin - guitare
- Thomas Ohlsson - batterie
- Leif Högberg - clavier
- Mikael Björklund - guitare
- Pontus Lundgren - basse

### Anciens membres
- Peter Huss - guitare
- Patrik Wall - basse
- Ludvig Johansson - guitare
- David Ekevärn - batterie
- Daniel Lindgren - basse
- Andreas Edin - basse
- Håkan Börklund - batterie
- Richard Holmgren - batterie
- Peter Sandin - batterie
- Dennis Bobzien - clavier
- Lars Engström - guitare
- Henrik Johansson - guitare

## Discographie
- 2002 : Demo 2002 (démo)
- 2002 : MarchosiaS (démo)
- 2004 : Cell 666
- 2005 : Devilution
- 2011 : Nuclear Messiah